# Fatih
Fatih is een district in de Turkse stad Istanboel. Fatih is genoemd naar de bijnaam van sultan Mehmet II, fatih betekent de veroveraar. Het district ligt rond de Fatih-moskee. Behalve deze moskee zijn in het district het aquaduct van Valens en de Chora-kerk bezienswaardigheden.
Het district vormt de landpunt tussen de Gouden Hoorn en de Zee van Marmara, hoger op de heuvels waarop de stad gebouwd is heeft men uitzicht op beide. Het district wordt in het noorden door de oude Byzantijnse stadsmuren omsloten, aan de andere kant ligt het district Eyüp. In het zuiden ligt op het puntje van het schiereiland het district Eminönü, dat samen met Fatih Stambul genoemd wordt, het oude Constantinopel.
In de Byzantijnse en vroege Osmaanse tijd was de wijk al belangrijk. Constantijn de Grote liet er een monument bouwen (de zuil van Constantijn) en Justinianus een kerk. Er lagen in de wijk veel paleizen en villa's van welgestelde Byzantijnen. Later liet sultan Fatih Mehmet II er zijn grote moskee – de eerste grote moskee die binnen de stadsmuren werd gebouwd – bouwen. In de vroeg Osmaanse tijd liep het stadsdeel vol met nieuwe (islamitische) Turkse migranten, waardoor het stadsdeel opbloeide.
Ook tegenwoordig heeft de wijk een traditionele (in stemgedrag conservatief-islamitische) bevolking. Het vrijdaggebed wordt rond de Fatih-moskee veel serieuzer beleefd dan bijvoorbeeld rond de Süleymaniye-moskee of de toeristische Sultan Ahmetmoskee, andere grote moskeeën in het oude gedeelte van de stad.

## Stedenbanden
- Wiesbaden, Duitsland – sinds 2012